# 47e régiment de tirailleurs algériens
Le 47e régiment de tirailleurs algériens (47e RTA) est une unité de l'armée française à recrutement algérien. Il est actif au Levant français entre 1920 et 1922.

## Création et différentes dénominations
- novembre 1920 : création du 47e régiment de tirailleurs indigènes (couramment appelé 47e régiment de tirailleurs algériens), à partir du 31e régiment de marche de tirailleurs algériens,
- 1er janvier 1922 : prend officiellement le nom de 47e régiment de tirailleurs algériens,
- 15 février 1922 : dissous.

## Chef de corps
Le régiment est commandé de sa création à sa dissolution par le lieutenant-colonel Louis-Maurice Geay.

## Historique des garnisons, campagnes et batailles du43eTirailleurs Algériens
| \| Aïntap Alep Deir ez-Zor Manbij Kilis Tarse \| Garnisons et zones d'opérations du 47e RTA. |
| Aïntap Alep Deir ez-Zor Manbij Kilis Tarse                                                   |

### Entre-deux-guerres
Le régiment est créé en Cilicie le 1er novembre 1920 à partir du 31e régiment de marche de tirailleurs algériens (3e bataillon du 3e RTA, 2e bataillon du 7e RTA et 1er bataillon du 11e RTA), sous le nom de 47e régiment de tirailleurs indigènes. Il appartient aux éléments organiques de l'Armée du Levant.
Les 2e et 3e bataillons opèrent contre les Turcs vers Aïntap (aujourd'hui Gaziantep) à partir de novembre 1920. Le 1er bataillon, initialement resté à Tarse, est engagé à partir du 3 février 1921 entre Kilis et Aïntap puis, le 21, rejoint le reste du régiment dans cette dernière ville. Le 3e bataillon quitte Aïntap en mai pour aller opérer dans la région d'Alep puis en juin dans celle de Deir ez-Zor. Il tient ensuite garnison à Manbij.
Les trois bataillons du régiment sont regroupés en décembre 1921 dans la région d'Alep où le 47e RTA est dissous à partir du 15 février 1922.

## Inscriptions portées sur le drapeau du régiment
Le drapeau du régiment ne porte aucune inscription